# Microxydia strigosa
Microxydia strigosa là một loài bướm đêm trong họ Geometridae.